# (36398) 2000 OQ45
2000 OQ45 (asteroide 36398) é um asteroide da cintura principal. Possui uma excentricidade de 0.05738960 e uma inclinação de 10.77063º.
Este asteroide foi descoberto no dia 30 de julho de 2000 por LINEAR em Socorro.